# Philister
Die Philister (hebräisch פְּלִשְׁתִּים pəlištīm; neuägyptisch Peleset) waren ein Volk, das vor allem aus der Bibel und jüngeren jüdischen und christlichen Schriften bekannt ist. Das Gebiet an der südwestlichen Küste des historischen Palästina, das in diesen Texten am häufigsten als ihr Siedlungsgebiet erscheint, nennt man „Philistäa“.
Archäologisch lässt sich vor allem vom 12. bis zum 8. Jahrhundert v. Chr. eine „typisch philistäische“ Kultur identifizieren, für die besonders charakteristisch die philistäische Keramik ist. Für die Zeit danach spricht man gelegentlich stattdessen von „Post-Philistern“, da ab dem 7. Jahrhundert v. Chr. weitere Völker mit anderen Kulturen nach Philistäa eindrangen.

## Herkunft

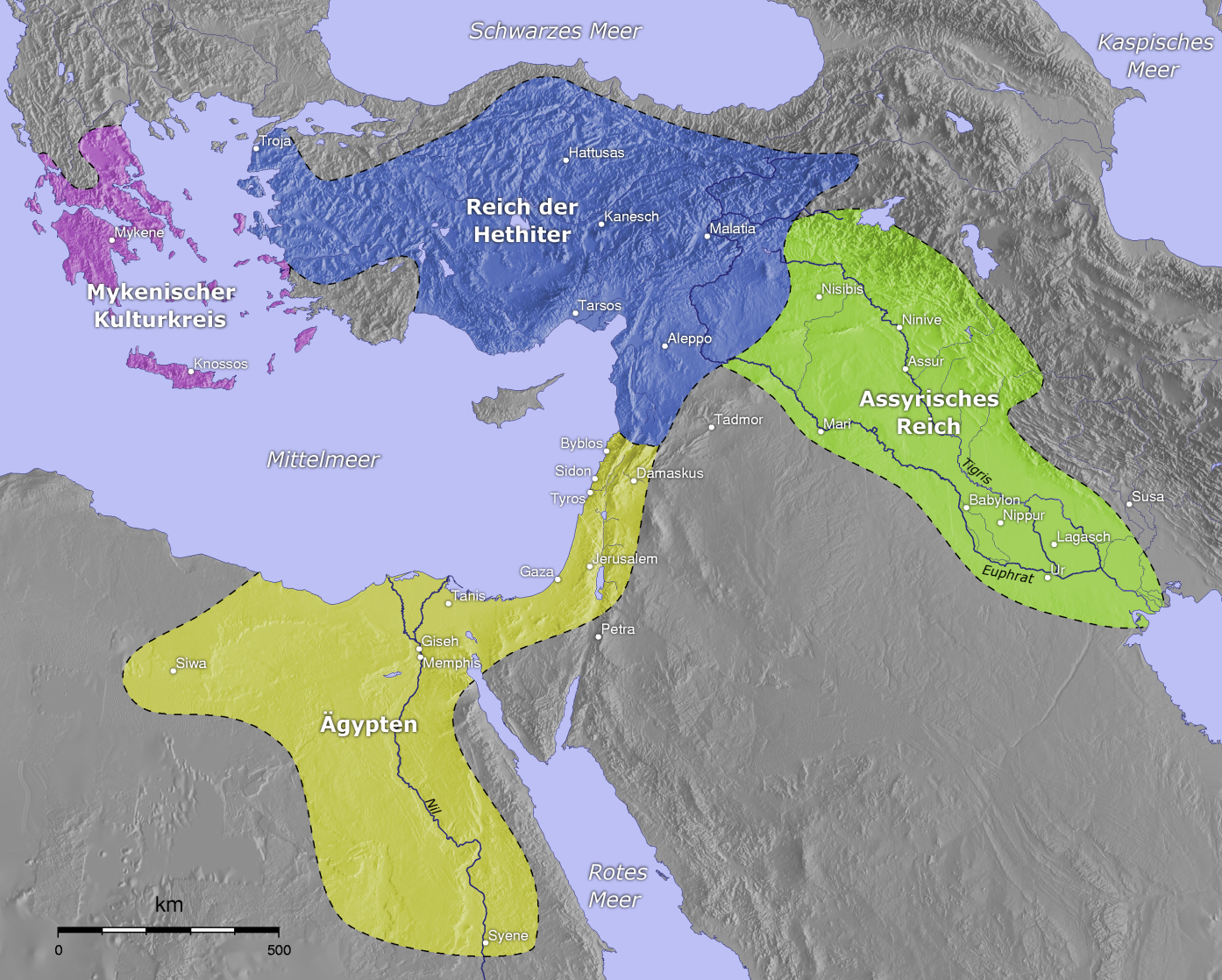
Mykenischer Kulturkreis (violett) und die Großreiche der Hethiter, Ägypter und Assyrer um 1230/20 v. Chr.

Wegen ägyptischer Inschriften nimmt man heute i. d. R. an, dass die Philister nicht ursprünglich aus Philistäa stammen, sondern eines von mehreren Seevölkern waren. Ihre genaue Herkunft jedoch ist wie bei den meisten Seevölkern sehr strittig. Heute beschränkt man sich daher meist darauf, sie wegen deutlicher keramischer Parallelen sehr grob in den mykenischen Kulturkreis zu verorten.
Auch eine weitere Kultur, die sich ebenfalls etwa ab dem 12. Jahrhundert v. Chr. weiter nördlich an der Küste des später Palästina genannten Landstrichs nachweisen lässt, hält man oft für ein eingewandertes Volk und bezeichnet dessen Angehörige traditionell als Phönizier/Phönikier. Einigkeit besteht heute allerdings darin, dass die Einteilung der levantinischen Küstenbewohner in die zwei Gruppen „Philister“ und „Phönizier“ als zwei unterschiedliche und in sich homogene Ethnien künstlich ist, da beide sich vielmehr aus diversen Gruppen von Seehändlern, Piraten und Übersee-Migranten aus unterschiedlichen Regionen zusammensetzten, unter denen die Philister wohl erst im Laufe der Zeit zu einem „Volk“ zusammengewachsen sind.
Gelegentlich versucht man in der Forschung nun stattdessen, das palästinische Küstengebiet sauber auf einzelne der bekannten Seevölker aufzuteilen. In der Regel orientiert man sich dabei
- am Onomastikon des Amenope, in dem in einer Namensliste als einzelne Namen auch „[die philistäischen Städte] (…) Aschkelon, Aschdod, Gaza (…) [und die Seevölker] Scherden, Tjeker, Philister (…)“ aufgelistet werden,
- am Reisebericht des Wenamun, in dem Dor als Tjeker-Stadt erscheint,
- und am ähnlichen Namen des Seevolks der Dananu und des biblischen Stammes Dan, der laut Jos 19,40–46 EU ursprünglich u. a. in der Philisterstadt Ekron leben sollte.

Peckham zum Beispiel glaubt hiernach, von Süd nach Nord hätten bis hinauf nach Aschdod und Gat die Philister gelebt, bis nach Ekron und Timna in der Schfela die Dananu, bis nach Dor die Tjeker und bis nach Akko die Scherden. Archäologisch gut auseinanderhalten lassen sich Philister vs. Dananu und Tjeker vs. Scherden (vs. Phönizier) aber nicht.
Auf eine neue Spur zur Herkunft der Philister führten 2016 Ausgrabungen in Aschkelon, bei denen ein Friedhof mit mutmaßlich philistäischen Skeletten gefunden wurde, von denen zehn eine aDNA-Analyse zuließen. Dabei zeigte sich, dass die Philister ab der Eisenzeit II (ab etwa 10. Jahrhundert v. Chr.) genetisch von den anderen Völkern der Levante nicht zu unterscheiden waren. Bei den Proben der älteren Skelette aus der Eisenzeit I (ab etwa 12. Jahrhundert) dagegen fanden sich genetische Signale, die auch von anderen Völkern am Mittelmeer bekannt sind – die meisten Übereinstimmungen gab es mit den Kretern der griechischen Welt sowie den alten Iberern und den modernen Sarden. Eine genauere Eingrenzung ist noch nicht möglich. Das Max-Planck-Institut für Menschheitsgeschichte in Jena kam damit 2019 zu dem Schluss, dass die DNA-Analyse zumindest die Theorie stützt, dass die Philister als europäische Einwanderer über das Mittelmeer nach Philistäa kamen.

## Aussehen

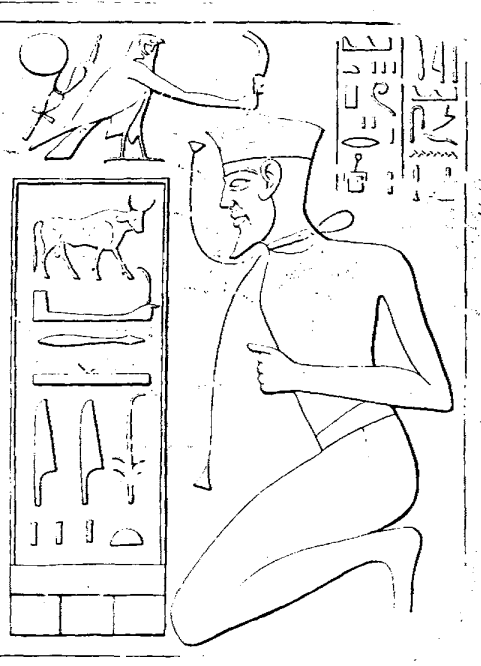
Inschrift: „Anführer der Philister“

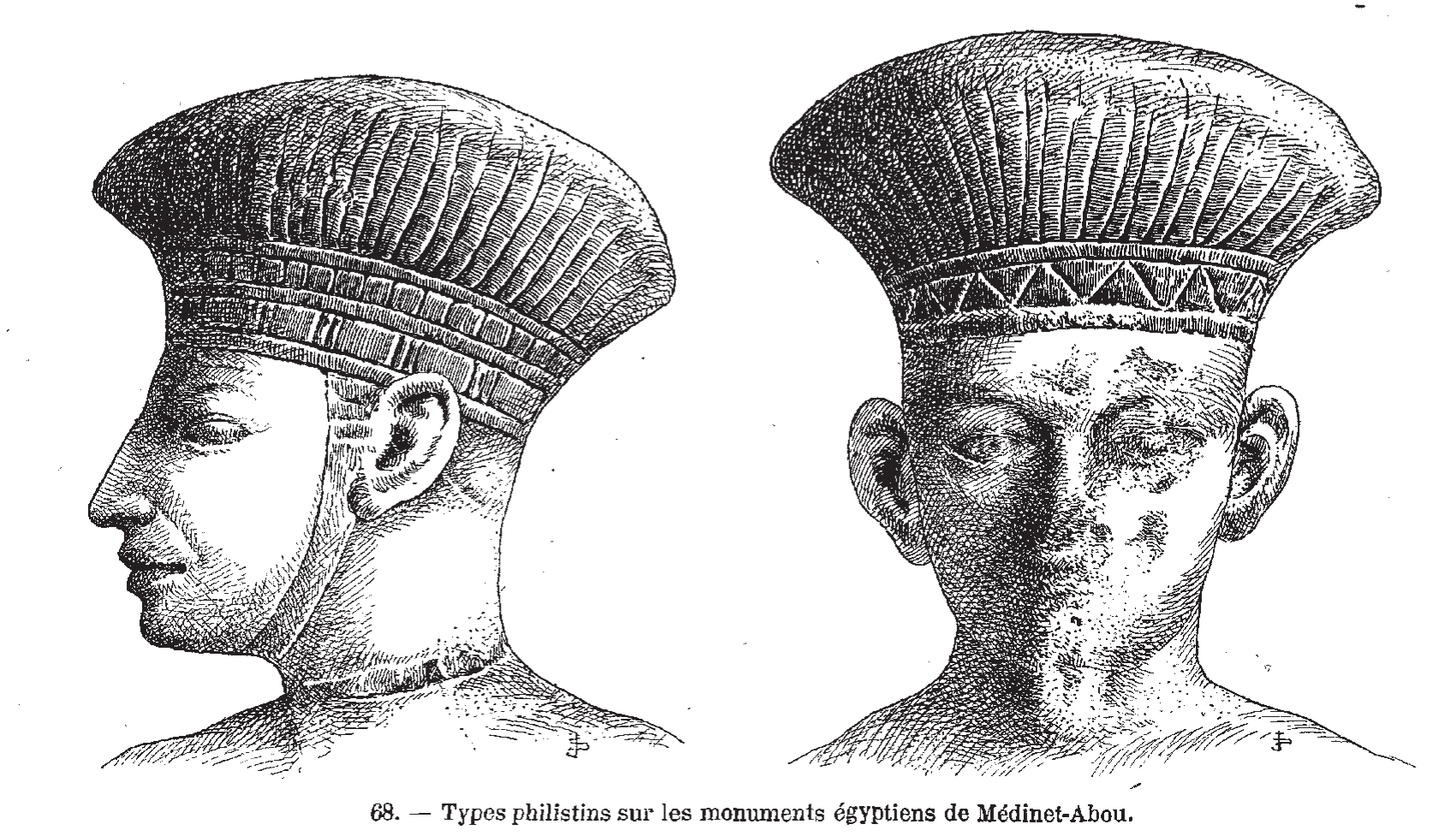
Federkronenträger auf einem Relief aus Medinet Habu

Auf den Reliefs von Medinet Habu sind mehrere Angehörige der Seevölker zu sehen. Traditionell hält man unter diesen eine glattrasierte Gruppe mit Federkrone für die Philister, obwohl es sich laut Inschriften auch um Tjeker oder Dananu handeln könnte. Ann E. Killebrew hat nun aber darauf hingewiesen, dass ein Angehöriger einer anderen Gruppe mit einer anderen Kopfbedeckung explizit als „Anführer der Philister“ bezeichnet wird.
Sofern es sich bei dieser Darstellung nicht nur um ein Stilmittel ägyptischer Bildhauerei handelt, wäre dann für Philister(-Anführer) eine spitz zulaufende Kappe und Spitzbart charakteristisch.

## Gebiet
Als das Siedlungsgebiet der Philister erscheinen in der Bibel am prominentesten die fünf Stadtstaaten Gaza, Aschkelon, Aschdod, Gat und Ekron. Sie werden auch heute noch als das Kerngebiet der Philister in der Philistäa betrachtet, um das herum sich im Laufe der Zeit viele weitere kleinere Orte gruppiert haben. Von dem unten auf Karte 1 abgebildeten Ausbreitungsgebiet geht man etwa ab dem 11. Jahrhundert aus.
In der Forschung wurde lange angenommen, diese fünf Stadtstaaten hätten sich zum Fünf-Städte-Bund der „Pentapolis“ zusammengeschlossen. Aktuell ist man seltener dieser Ansicht, da die fünf Städte nicht oft gleichzeitig groß und bedeutsam waren.
Die philistäische Kultur lässt sich in noch weiter entfernteren Regionen in und um Palästina feststellen. Auf Karte 2 zu sehen ist die Gegend um die Jesreelebene weiter nördlich: Eine wachsende Gruppe von Forschern glaubt, dass auch in den auf dieser zweiten Karte schwarz markierten Orten entweder Philister oder ein ähnliches Seevolk lebte (die grün markierten Orte stehen exemplarisch für die Orte der Phönizier, die hier und weiter nördlich bis hinauf nach Tripoli siedelten).
Auf Karte 3 sieht man Teile des heutigen Libanon und Syrien: Erst vor kurzem wurde bekannt, dass es ab dem 12. Jahrhundert v. Chr. zwischen dem Zerfall des hethitischen Großreichs und der Neugründung der neo-hethitischen Königreiche in dieser Gegend ein Großkönigreich Palastin gab. Wegen des ähnlichen Namens, ähnlicher Keramik und einem ähnlichen Totenkult ist es „mittlerweile allgemein anerkannt“, dass dies ein drittes und das größte philistäische Siedlungsgebiet war. Wie weit genau es sich erstreckte, ist allerdings noch unsicher: In Hamath etwa wurde nur wenig philistäische Keramik nachgewiesen; gleichzeitig könnte es sich noch weiter nach Norden und Osten erstreckt haben.

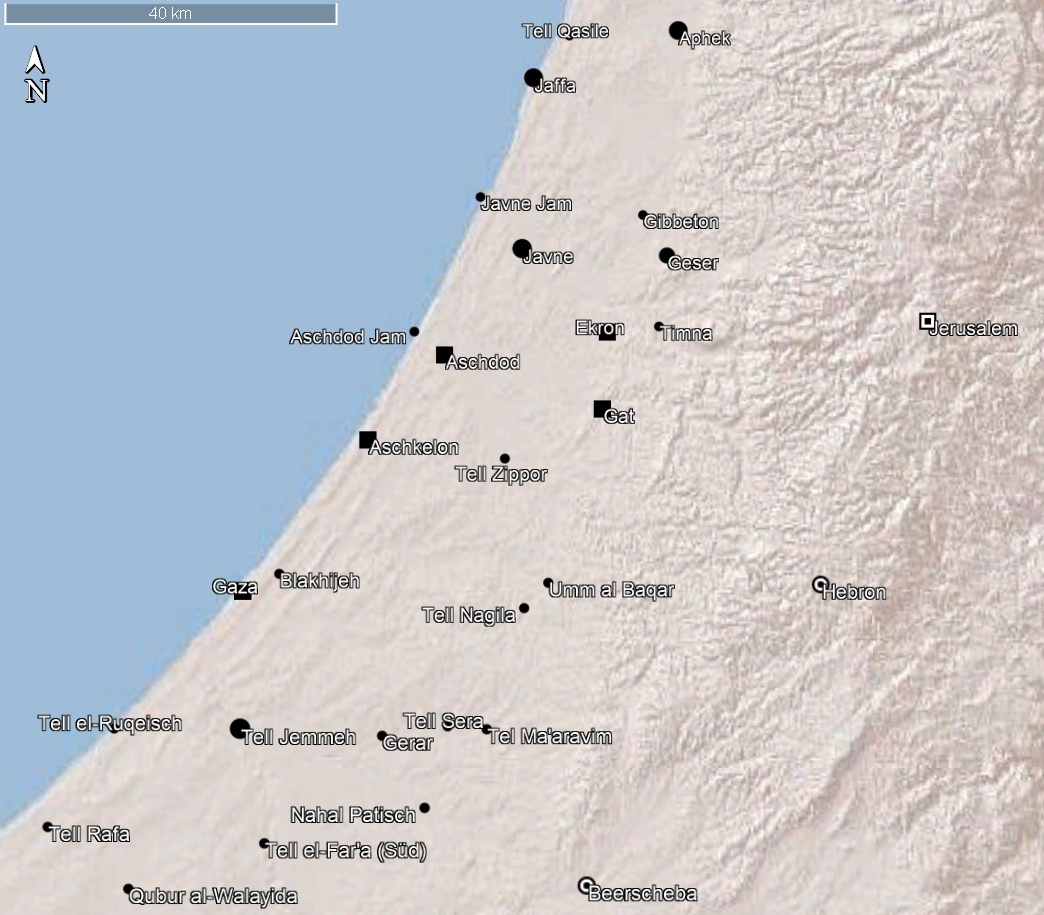
Philistäa
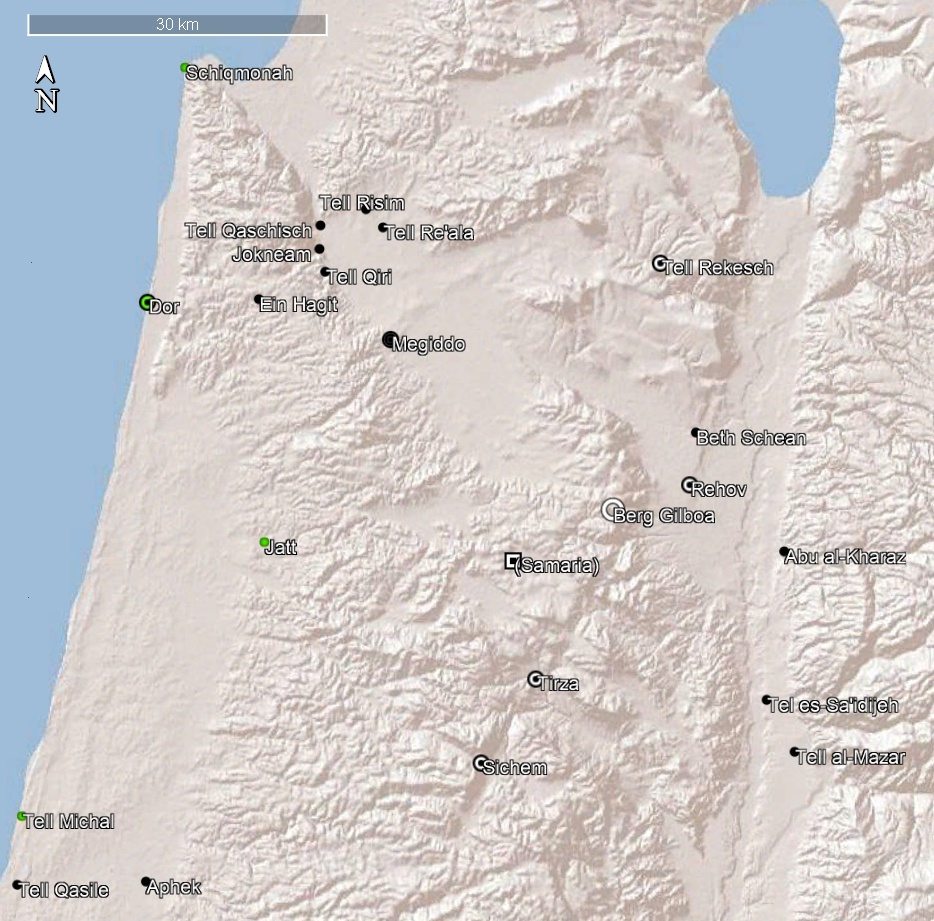
Jesreel-Tal
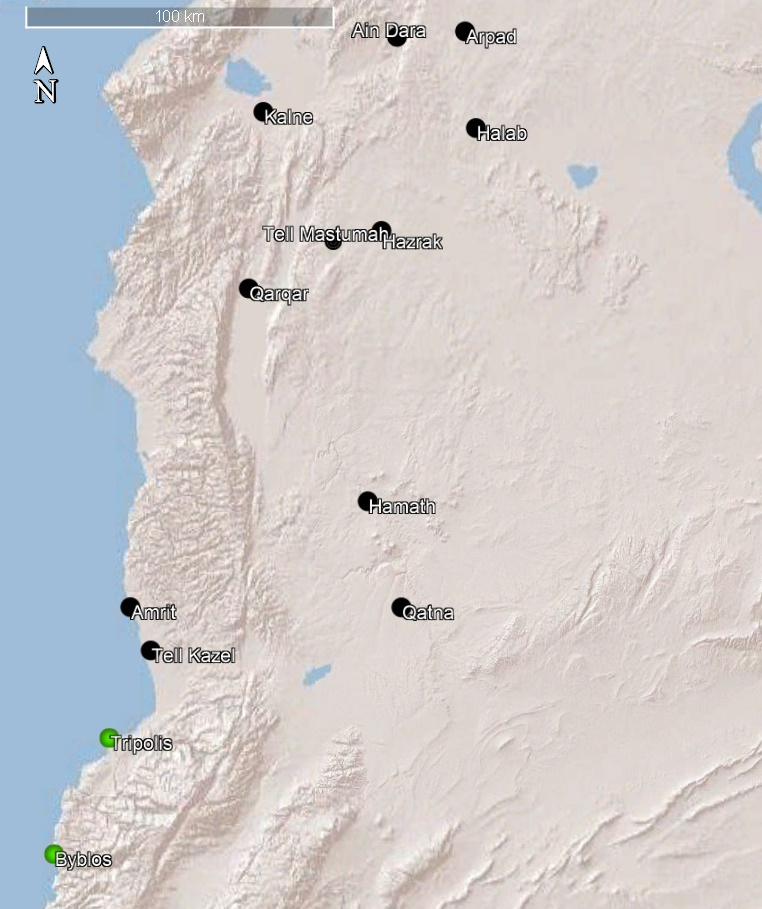
Palastin

## Verhältnis der alten Philister zu ihren Nachbarvölkern
Von Philistäa nimmt man an, dass dort bis zum 13./12. Jahrhundert die Ägypter über die eingeborenen Völker herrschten, die man nach der Bibel mit der Sammelbezeichnung „Kanaanäer“ benennt. Laut biblischem Zeugnis wanderten außerdem ab dem 12. Jahrhundert die Israeliten von Ägypten nach Kanaan ein. Welches Verhältnis die Seevölker in Philistäa zu Ägyptern einerseits und Kanaanäern und Israeliten andererseits hatten, ist in der Forschung umstritten.
Recht sicher ist, dass es keine zeitliche Überschneidung der Präsenz von Ägyptern und Philistern gab: Wo sich Philister in einst ägyptisch regierten Orten niederließen, folgt stets die philistäische Besiedlungsphase auf die ägyptische. Ob das heißt, dass die Philister die Ägypter besiegt und vertrieben haben oder dass zunächst die Ägypter sich aus anderen Gründen aus den Orten zurückzogen und die Philister nur die Gunst der Stunde nutzten und sich in den politisch frei gewordenen Regionen ansiedelten, ist unsicher. Neuerdings wird in der Forschung zunehmend betont, dass es in vielen philistäischen Orten keine klaren Anzeichen für gewaltsame Auseinandersetzungen in der vor-philistäischen Phase gibt, was für die zweite Option sprechen würde. In Aphek, Jaffa, Aschdod, Geser und Tell Sera lassen sich allerdings doch Auseinandersetzungen archäologisch nachweisen.
Philister einerseits und Kanaanäer und Israeliten andererseits hält man auch heute noch meist nach dem Zeugnis der Bibel für verfeindet. Es ist aber fast unmöglich, dass Israeliten und Kanaanäer gegen die Philister hätten bestehen können, wie es die Bibel über die Israeliten berichtet: Allein die Städte Ekron und Gat waren im 12.–10. Jahrhundert dichter besiedelt als das gesamte Judäische Bergland (ohne Jerusalem).
Auch zum Verhältnis Philister – Kanaanäer betont beispielsweise Aren Maeir neuerdings häufiger, dass es auch hier erstens wenig archäologische Evidenz für Kriege gebe, und dass sich zweitens nicht einmal klare Grenzen zwischen dem Küstengebiet Tiefland Philistäas (hebräisch מִישׁוֹר פְלֶשֶׁת Mīschōr Pleschet) und der Schefela ziehen lassen, weil vielmehr drittens in beiden Regionen die materiellen und realen Kulturen fließend von „mehr philistäisch“ zu „mehr kanaanäisch“ übergingen. Ab dem 10. Jahrhundert kann man allerdings archäologisch feststellen, dass in der Schefela die nicht-philistäischen Grenzorte Beit Schemesch, Khirbet Qeiyafa, Tell Burna, Tell Scheqef, Tell el-Hesi, Lachisch und Tell Milḥa befestigt werden, was ein recht deutliches Indiz für wenigstens kurzzeitige politische Spannungen zwischen Philistern und den Bewohnern der Schefela ist.
Mindestens muss man aber heute dennoch festhalten, dass Philister und die ursprünglichen Bewohner des später Palästina genannten Landes nicht radikal verfeindet gewesen sein können. Wahrscheinlich ist es sogar umgekehrt so, dass große Anteile der Bevölkerung in philistäischen Städten Kanaanäer waren. Dies wird erstens daraus erschlossen, dass auch in mutmaßlich philistäischen Städten nicht nur philistäisch, sondern auch kanaanäisch gebaut und nicht nur philistäische, sondern auch kanaanäische Keramik verwendet wurde. Zweitens legt dies die Siedlungsgeschichte des 12. Jahrhunderts nahe. Wie Ausgrabungen zeigen, entwickelten sich im Süden Palästinas das Tiefland Philistäas und die Schefela so, dass immer mehr in Küstennähe gelegene Ortschaften immer größer und „immer philistäischer“ wurden, während gleichzeitig in der Schefela rasant Ortschaften aufgegeben wurden ― und meistens eben so, dass sich keine Indizien für kriegerische Auseinandersetzungen feststellen lassen. Beides zusammen wird so gedeutet, dass die Philistäer eine Politik des Synoikismos praktizierten, bei der die kanaanäischen Bewohner der kleineren Orte in der Küstenregion und der Schefela dazu angeregt wurden, in die philistäischen Großstädte in spe zu ziehen. Gelegentlich spricht man daher nicht von einer „philistäischen“, sondern von einer „philisto-kanaanäischen“ Kultur.

## Weitere Geschichte
| Zeitraum                          | Ereignisse |
| --------------------------------- | --- |
| Bis 11. Jhd. v. Chr.              | Ansiedlung und Ausbreitung in Palästina |
| 10.–9. Jhd.                       | Unter Scheschonq I. fallen die Ägypter und unter Hasael die Aramäer in Palästina ein. Während Hasaels Eroberung den Aufschwung des benachbarten Reichs Juda einläutet, sind danach die Philister militärisch geschwächt. |
| 8.–7. Jhd.                        | Die Assyrer unterwerfen alle Völker Palästinas. Unter assyrischer Herrschaft wächst das Gebiet der Philister und sie erleben einen wirtschaftlichen Aufschwung. |
| 7. Jhd.                           | Nach dem Abzug der Assyrer gerät die Philistäa wieder unter den Einfluss der Ägypter, die sie vielleicht auch für kurze Zeit zu ägyptischen Vasallen machen. |
| frühes 6. Jhd.                    | Die Babylonier fallen in Israel ein, zerstören viele Orte und verschleppen sowohl Philister als auch Judäer ins Exil. Wie viele Philister in der Philistäa übrig blieben und aus dem Exil zurückkehrten, ist umstritten. |
| spätes 6. bis 2. Jhd.             | Die Perser erobern Palästina; später siegt Alexander der Große über die Perser und Palästina wird Teil des Alexanderreichs. Die Städte in der Philistäa wachsen wieder stark. Zunächst stehen im Norden v. a. die Städte Jaffa und Aschkelon stark unter dem Einfluss der Phönizier und die Orte südlich und östlich von Gaza werden Teil des Reichs der Idumäer. Später werden alle drei Völker hellenisiert und die phil. Städte wandeln sich zu griechischen Poleis; auch die Religion wird griechisch. |
| 2.–1. Jhd.                        | Die judäischen Makkabäer führen Krieg auch gegen die Philister, zerstören Javne und erobern Gezer. Wie sehr die philistäischen Orte weiter südlich geschädigt werden, ist unklar; laut den Makkabäerbüchern und Flavius Josephus werden bis auf Aschkelon alle Städte erobert oder zerstört. |
| 1. Jhd. v. Chr. – 4. Jhd. n. Chr. | Unter Pompejus erobern die Römer auch Palästina. Die philistäischen Städte werden zunächst wieder zu autonomen Poleis, dann teilweise Teil der römischen Provinz Judäa, die später nach dem griechischen Namen der Philister in „Palaistina“ umbenannt wird. Ganz Palästina wächst massiv. |
| 5.–6. Jhd.                        | Aus dem Römischen Reich geht u. a. das Byzantinische Reich hervor. Unter byzantinischer Herrschaft wird das Küstengebiet christlicher, die Städte verlieren teilweise ihren urbanen Charakter und die Gesellschaft wird insgesamt ländlicher. |
| 7. Jhd.                           | Muslimische Araber erobern Palästina. Die Desurbanisierung setzt sich fort. Das Küstengebiet bekehrt sich nur langsam zum Islam, die Kultur der Küstenstädte geht aber nach und nach auf in der immer arabischeren Kultur Palästinas. |

## Ökonomie und Haushalt
Archäologische Ausgrabungen legen nahe, dass die Kultur der Philister weit urbaner war als die der Israeliten, Judäer und Kanaanäer: Bevor Ende des 8. Jahrhunderts die Assyrer die Regionalgeschichte neu schrieben, maßen bei jeweils größter Ausdehnung die Städte Ekron 24 ha, Aschkelon 40–60 ha, Gat 45–50 ha und Aschdod und Aschdod Yam zusammen über 55 ha, Gaza könnte sogar noch gewaltiger gewesen sein. Zum Vergleich: Unter Absehung vom noch nicht ausreichend ausgegrabenen Samaria und vom wahrscheinlich aramäischen Dan waren bis zum 8. Jahrhundert die größten israelitischen, judäischen und kanaanäischen Städte Jerusalem mit 16 ha und im Norden Hazor, Rehov und Schimron mit 12–13 ha (auch Megiddo und Geser hatten beide 12–13 ha). In der Nachbarschaft der Philistäa im Süden folgen nach Jerusalem schon Eton, Gibeon, Lachisch und Socoh mit nur noch 6–7 ha. Im Schnitt waren die philistäischen Großstädte damit zeitweise mehr als viermal so groß wie die Großstädte ihrer Nachbarn.

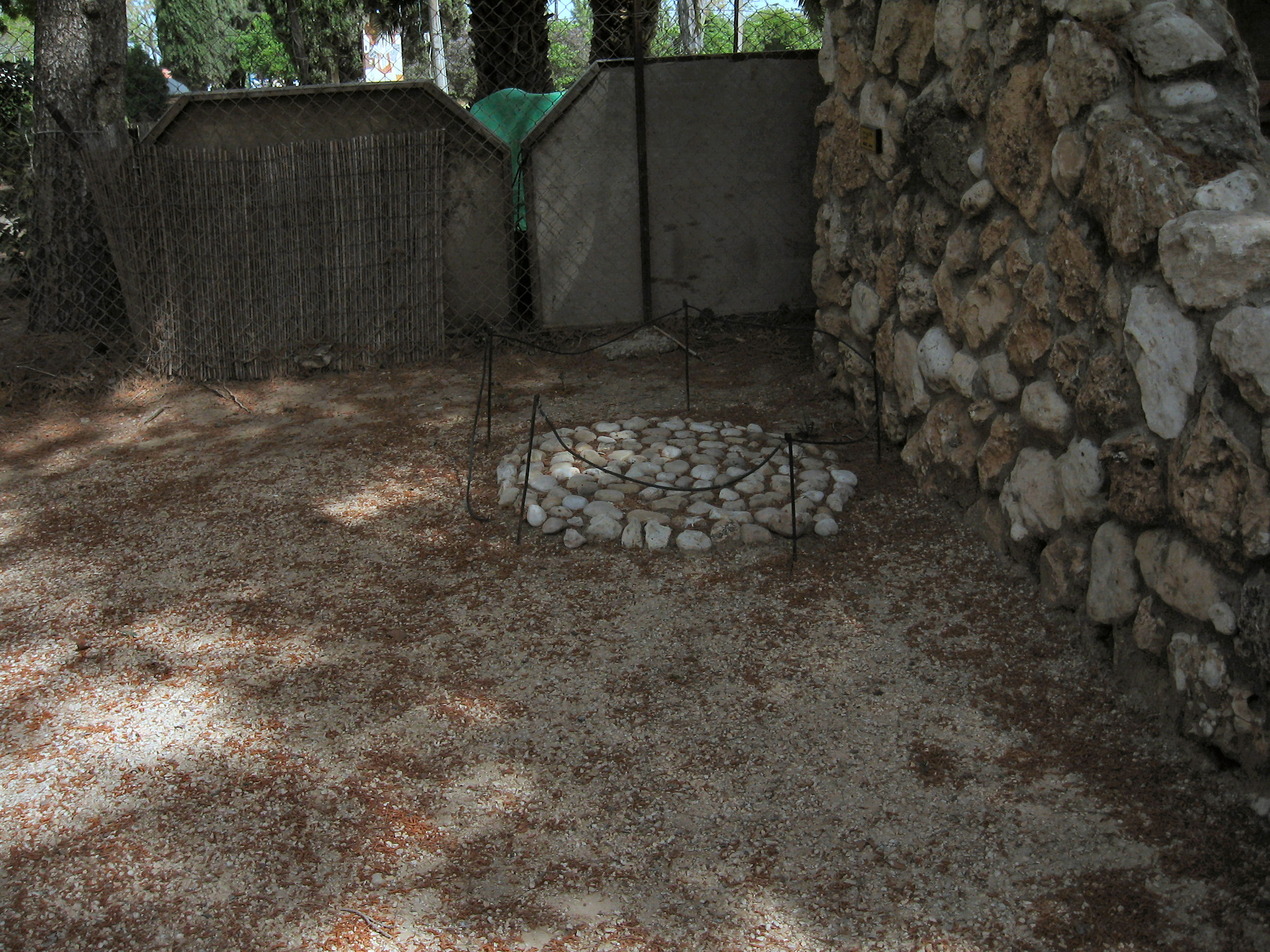
Ebenfalls typisch philistäisch: Der Herd aus kleinen Feldsteinen, oft neben der zentralen Säule.

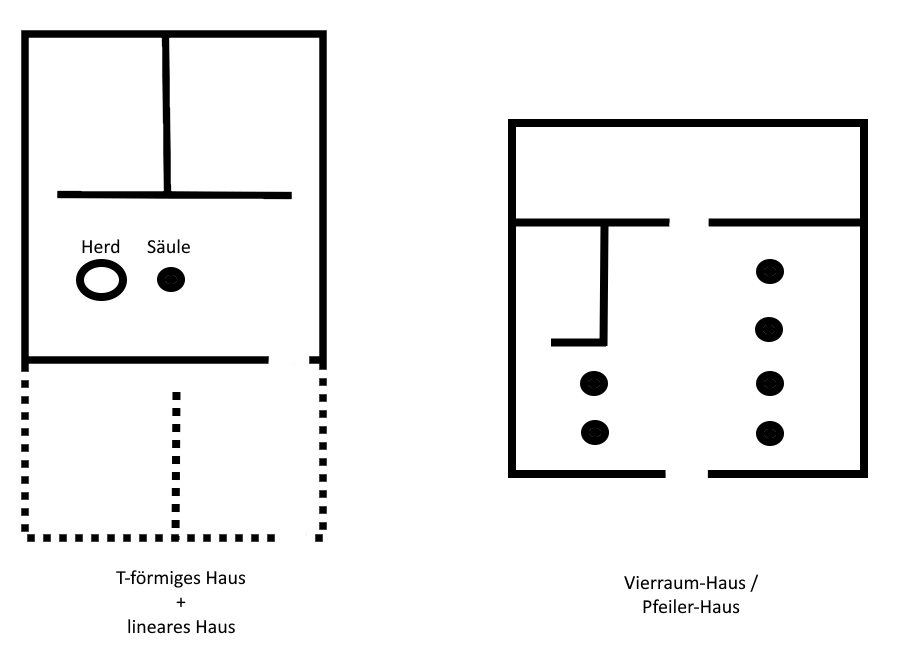
Links: T-förmiges Haus und (gestrichelt:) lineares Haus. Rechts: Vierraumhaus

Dieser urbanere Charakter schlägt sich auch in der für Philister charakteristischen Wohnarchitektur nieder. Typisch für eisenzeitliche Wohnhäuser ist die Grundstruktur mit einem zentralen und größeren Raum oder Hof und mehreren kleineren daran anschließenden Räumen. Im Bergland allerdings haben diese besonders häufig genauer die Grundstruktur, dass die zentrale Fläche an den Seiten von zwei oft nur durch Säulen abgetrennten kleineren und niedrigen Räumen flankiert wird, während an der Küste der zentrale Raum die gesamte Breite des Wohnhauses einnimmt. Bisweilen sind die philistäischen Häuser außerdem nicht aus bloßem Feldstein, sondern aus grob behauenem Stein gebaut und (stellenweise) mit hydraulischem Kalkputz verputzt – zwei Techniken, die die Philister vielleicht wie die Grundstruktur ihrer Häuser aus dem mykenischen Kulturkreis nach Palästina importiert haben. Der Hintergrund dieser unterschiedlichen Bauweisen ist hauptsächlich der, dass die Seitenräume des sog. „Vierraumhauses“ im Bergland i. d. R. als Ställe für Kleinvieh dienten. Das typische Haus von Israeliten und Judäern ist damit das antike Pendant eines Bauernhauses von Selbstversorgern, das philistäische und phönikische Haus eines von Städtern, die keine Subsistenzwirtschaft betreiben mussten, weil sie anders wirtschafteten.

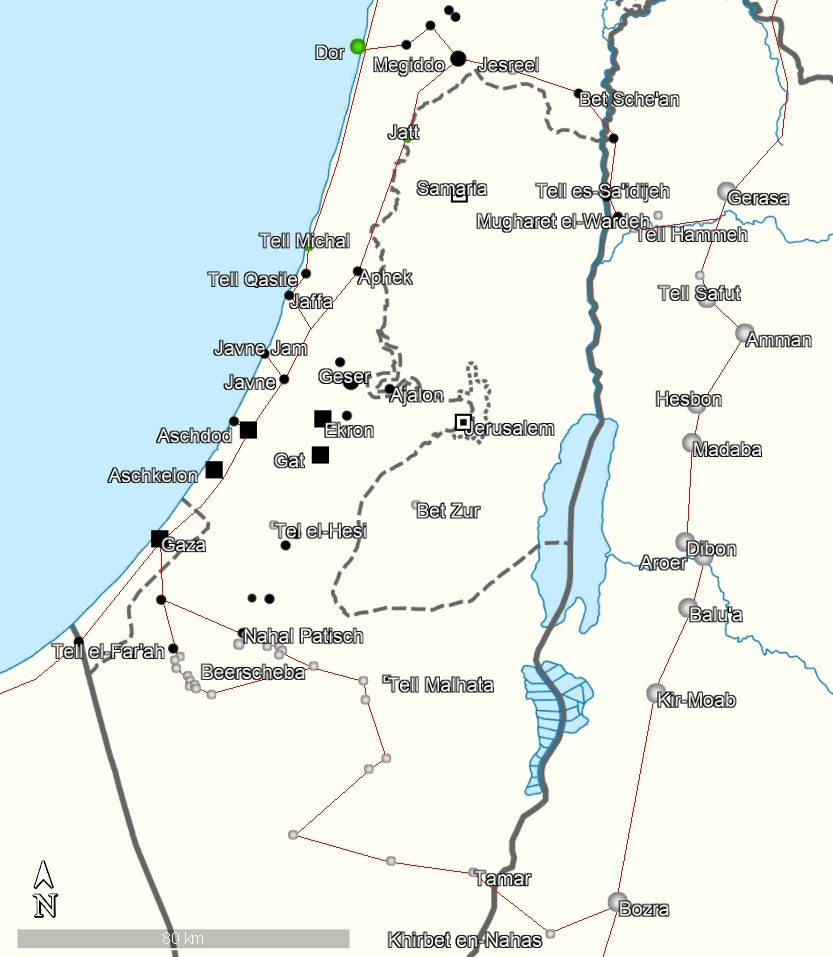
Ausgewählte Orte der Philister und ausgewählte Handelsrouten.

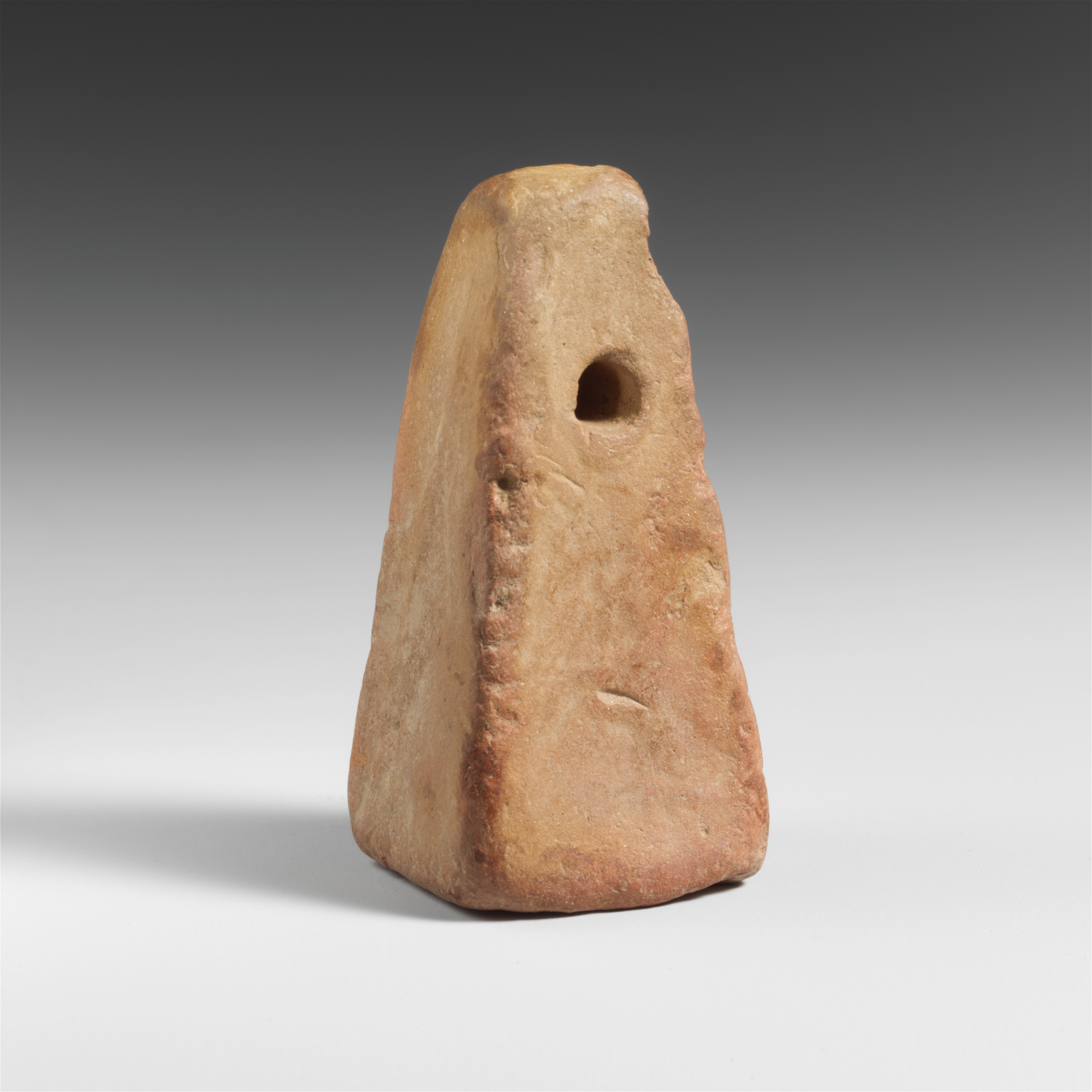
Zylindrisches Webgewicht

Zu dieser anderen Wirtschaftsweise gehörte sicher vor allem der Handel. Mehrere der größten philistäischen Städte (Gaza, Aschdod, Aschkelon) waren Hafenstädte an der Küste; weitere wichtige Häfen waren in Javne, in Jaffa und in Tell Qasile. Diese Orte waren auch Stationen auf der wichtigen Handelsroute „Via Maris“, die südlich von Tell Rafa über Land nach Ägypten führte.
Südöstlich von Tell el-Fār'a (Süd) und Nachal Pattisch verlief durch das Beʾer-Scheva-Tal eine weitere wichtige Handelsroute. Von der engen Beziehung der Bewohner der Philistäa und des Beʾer-Scheva-Tals zeugen sehr große Mengen an philistäischer Keramik besonders in Beʾer Scheva, aber auch in Tell Masos und Tell Malhata; außerdem bis ins 10. Jahrhundert eine Reihe kleiner Gehöfte (sog. „Chatserim“), die ungeschützt Nachal Pattisch und Beʾer Scheva verbanden. Die politische Zugehörigkeit dieser Chatserim ist umstritten. Meist rechnet man sie politisch zu den Orten im Beʾer-Scheva-Tal; manche Historiker halten aber auch sie noch für philistäisch. Diese zweite Handelsroute führte erstens ins Negev-Gebirge, wo die Betreiber der Kupferminen von Khirbet en-Nahas und – noch weiter südlich – Timna in der ʿArava-Senke lebten. Sie führte zweitens nach Arabien und war so ein Vorläufer der späteren Weihrauchstraße. Barako vermutet, dass auch schon die Philister vor allem Weihrauch von den Arabern erhandelten, den sie für ihren religiösen Kult benötigten (s. die Seite Keramik der Philister).
Die Beʾer-Scheva-Route verband außerdem den Negev mit der Königsstraße, einer dritten wichtigen Handelsroute, die auf der anderen Seite des Jordan gen Norden durch Moab und Ammon über Aram bis nach Mesopotamien führte. Die zweite palästinische Handelsroute, die Philistäa mit der Königsstraße verband, verlief von Aphek und Dor aus durch die Jesreelebene, wo man heute ebenfalls Philister vermutet (s. o.). Sie führte außerdem nach Tell es-Sa'idiyeh und von dort zu den benachbarten Eisenminen bei Mugharet el-Wardeh im Norden Ammons.
Über diese beiden Routen durch die Jesreelebene und das Beʾer-Scheva-Tal hatten die Philister nicht nur Zugang zu Eisen und Kupfer: Archäologische Funde in Aschkelon, Gat und – sofern es denn philistäisch war – Tell es-Saʿidiyeh zeigen, dass sie auch selbst in der Eisenverarbeitung tätig waren. Dass Eisenprodukte dennoch nicht häufiger in philistäischen Orten gefunden wurde als in der Umgebung, macht wahrscheinlich, dass Metalle und Eisenwaren ein Wirtschaftszweig des philistäischen Handels war.
Eine zweite große Gruppe von Handelsgütern war gewiss die philistäische Keramik, die besonders in Aschdod produziert wurde, eine dritte Textilien. Aus den typisch philistäischen zylindrischen (statt: doughnut-förmigen) Webgewichten kann man etwa die Präsenz eines eisenzeitlichen Textilverarbeitungszentrums in Gat erschließen.
Nach der Eroberung durch die Assyrer im 7. Jahrhundert entwickelte sich Ekron gleich doppelt zu einem Zentrum für Textilverarbeitung und für Olivenöl-Produktion, an das wohl auch Gat angeschlossen war, und Aschkelon zu einem Zentrum für Weinherstellung. Auch in den Orten Tell Qasile und Jaffa, bei den benachbarten Orten Lod und Rischon LeZion sowie bei Tell Hadid, die mindestens im 8. Jahrhundert politisch alle zu Aschkelon gehört hatten, wurden Weinpressen größtenteils schon aus der Eisenzeit II (10.–8. Jahrhundert) gefunden – nach der Eroberung durch die Assyrer hatte demnach der ganze nördliche Part der zentralen Küstenebene Palästinas Teil an einer komplexen Weinindustrie. Auch nach der Zeitenwende wurde bis zum Ende des 7. Jahrhunderts v. Chr. v. a. in Gaza, Aschkelon und Javne der „Gaza-Wein“ produziert und exportiert.

## Religion der alten Philister
Die Hauptgottheit der alten Philister war Dagān. Archäologie und biblische Zeugnisse legen außerdem nahe, dass die alten Philister daneben auch Astarte, Aschera und Baʿal verehrten. Eine im Tempel von Ekron gefundene Weihinschrift bezeugt außerdem die Verehrung einer Göttin Ptgy.h ˀdt(h). Die Identität dieser Göttin ist umstritten; am wenigsten problembehaftet ist aber die Interpretation von Christa Schäfer-Lichtenberger, gemeint sei die Göttin „Gaia von Delphi“. Demnach war die Religion der Philister ein reiner Polytheismus.
Im öffentlichen Kult wurden diese Götter in sog. „nicht-monumentalen Knickachs-Tempeln“ verehrt, was ungewöhnlich für Palästina ist. Daneben wurde die Religion der Philister aber auch zu Hause und bei industriellen Anlagen praktiziert.
Ein besonderer religiöser Ritus von Philistern scheint das Opfern von Hunden gewesen zu sein. Bei Ausgrabungen wurden daher geschlachtete und teilweise rituell bestattete Hunde v. a. in der ganzen Philistäa und später auch bei den Phöniziern gefunden.
Charakteristisch für die alten Philister war außerdem neben anderen in der Region verbreiteten Totenkulten das sog. „Doppel-Pithos-Begräbnis“, bei dem zwei durch Zerbrechen geweitete Amphoren vom Kopf und von den Füßen her über Verstorbene gestülpt wurden. Ob diese besondere Bestattungsform auch von anderen religiösen Vorstellungen vom Leben nach dem Tod zeugt, ist unbekannt.
Charakteristisch für die Philister ist auch, dass sich im Laufe der Geschichte der Philister ihre Religion mehrfach stark gewandelt hat und Einflüsse aus anderen Kulturen aufgenommen wurden.

## Philister in der Bibel und die traditionelle Rekonstruktion der Geschichte der Philister
In der Bibel werden die Philister dargestellt als eine homogene Ethnie (v. a. Gen 10,14 ), die vor allem in den fünf Stadtstaaten Aschdod, Aschkelon, Ekron, Gat (Siehe Tell es-Safi) und Gaza lebten (Jos 13,3 ; 1 Sam 6,17 ). In der Abrahams-Erzählung tritt außerdem ein philistäischer König von Gerar auf, zu dessen Gebiet noch Beʾer Scheva gehört haben soll (Gen 20 ), und in der Simson-Erzählung wird prominent von der Philister-Stadt Timna erzählt. Bis auf Beʾer Scheva liegen alle diese Orte im Kerngebiet der Philistäa an der südwestlichen Küste des historischen Palästina.

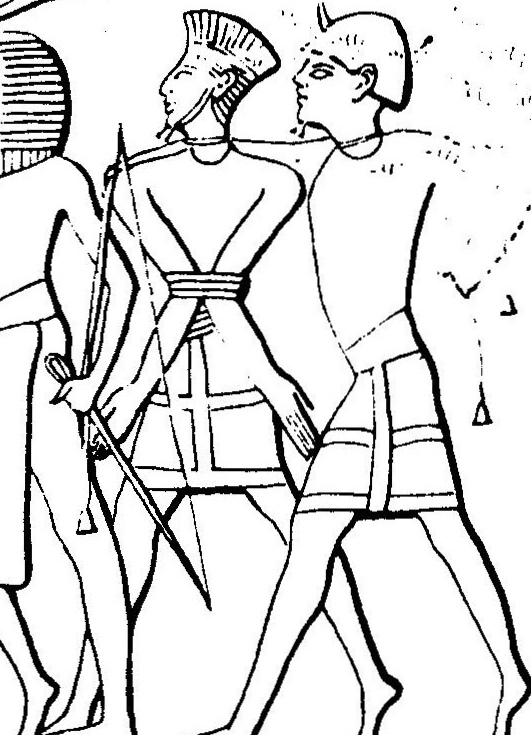
Krieger eines Mitglieds der Seevölker (Mitte, mit Bürstenhelm; rechts Helm mit hornartigen Verzierungen); abgebildet auf Medinet Habu Ramses III. Tempel Nordostwand

Nach Abraham gelten die Philister überwiegend als die Erzfeinde der Israeliten schlechthin: Schon beim Auszug aus Ägypten können die Israeliten nicht vom Süden her nach Palästina einwandern, weil sie sonst gegen die Philister kämpfen müssten (Ex 13,17 ). Der letzte Richter, Simson, vernichtet Philister zu Hunderten (Ri 16,30 ). Israels erster König Saul (spätes 11. Jahrhundert) führt seine ganze Regierungszeit hindurch bis hinauf zum Berg Gilboa (1 Sam 31,1 ) Krieg gegen sie (1 Sam 14,52 ), um am Ende im Kampf gegen die Philister zu sterben (1 Sam 31 ). Der Aufstieg seines Nachfolgers, König David (frühes 10. Jahrhundert), nimmt bereits seinen Anfang mit dem sagenhaften Kampf gegen den philistäischen Riesen Goliat (1 Sam 17,48–51 ), und wo allein Saul tausend Philister erschlagen hat, soll David gleich zehntausend getötet haben (1 Sam 18,6–7 ). Goliats Ausrüstung kommt dabei eine besondere Bedeutung zu:

„Da trat aus dem Lager der Philister ein Vorkämpfer namens Goliat aus Gat hervor. Er war sechs Ellen und eine Spanne groß. Auf seinem Kopf hatte er einen Helm aus Bronze und er trug einen Schuppenpanzer aus Bronze, der 5000 Schekel wog. Er hatte bronzene Schienen an den Beinen und zwischen seinen Schultern hing ein Sichelschwert aus Bronze. Der Schaft seines Speeres war (so dick) wie ein Weberbaum und die eiserne Speerspitze wog 600 Schekel. Sein Schildträger ging vor ihm her.“

Die Beschreibung der Ausrüstung Goliats ist ausdrücklich außergewöhnlich. Während der Schuppenpanzer einem damaligen ägyptischen Stand der Wehrtechnik entspricht, passen die Angriffswaffen zu den Seevölkern, wie sie mehr als 150 Jahre zuvor von Ramses III. beschrieben wurden. Allein Beinschienen könnten bis dahin unbekannt gewesen sein. Allerdings passen die bei Samuel beschriebenen körperlichen Merkmale Goliats zu einer Akromegalie, die zusammen mit einer ausgeprägten Fehlsichtigkeit ursächlich für einen untypischen Kampfstil und darauf abgestimmte Ausrüstung gewesen sein kann. Die Ausrüstung Goliats bestand seiner Zeit entsprechend aus Bronze (נְחֹשֶׁת). Allein für die Lanzenspitze wird als Material Eisen (בַּרְזֶל) angegeben, wie auch die Eisenzeit in der Levante bereits begonnen hatte.

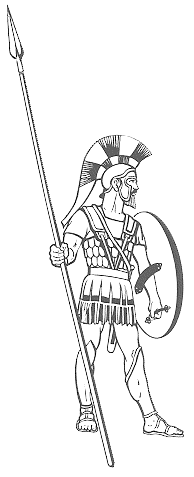
Griechischer Hoplit

Bei einigen Wissenschaftlern herrscht allerdings die Ansicht, dass die alttestamentliche Rüstungsbeschreibung kaum etwas mit den Philistern der früheren Zeiten gemeinsam habe. Die erwähnten schweren Rüstungen waren vor dem 7. Jahrhundert v. Chr. sehr selten, gehörten danach jedoch zum Standard der griechischen Hopliten. Der alttestamentliche Bericht über Goliat wird daher nach deren Ansicht anachronistisch in die biblische Überlieferung gelangt sein und frühestens aus dem 7. Jahrhundert v. Chr. stammen.
Davids Sohn Salomo (Mitte 10. Jahrhundert) beherrscht dann ganz Israel inklusive des Lands der Philister (1 Kön 5,1 ). Etwas später vernichtet noch einmal König Asarja (Mitte 8. Jahrhundert) die Städte Aschdod, Gat und Javne (2 Chr 26,6 ) und baut judäische Siedlungen auf ihrem Gebiet, und auch sein Urenkel Hiskija (spätes 8. Jahrhundert) schlägt die Philister ein letztes Mal vernichtend bis hinunter nach Gaza. Danach verschwinden sie überwiegend aus der biblischen Geschichte; nur in Neh 4,7  ist noch einmal von feindseligen „Aschdodidern“ Mitte des 5. Jahrhunderts die Rede.
Trotz vieler offensichtlich legendarischer Züge dieser Erzählungen wurde diese biblische Geschichte lange Zeit grosso modo als historisch zutreffend aufgefasst; selbst noch Carl S. Ehrlich liest in seinem Geschichtswerk über die Philister von 1996 die biblischen Geschichten als Tatsachenberichte.
Aus Am 9,7  wurde außerdem oft der Herkunftsort der Philister abgeleitet. Dort spricht Gott: „Habe ich Israel nicht heraufgeführt aus dem Land Ägypten und ebenso die Philister aus Kaftor und Aram aus Kir?“ (ähnlich Jer 47,4 ). Dieses „Kaftor“ wird für gewöhnlich mit dem ägyptischen Keftiu gleichgesetzt und als „Kreta“ gedeutet. Diese kretische Herkunft der Philister hat man noch verschiedentlich zu stützen versucht. Eduard Meyer etwa verwies auf den Diskos von Phaistos, wo er in einem der Schriftzeichen einen ähnlichen Kopfschmuck sehen wollte, wie ihn die „Philister“ auf einem Relief von Medinet Habu trugen.
Ähnlich versuchte William F. Albright, die Philister wegen des ähnlichen Namens mit den „Pelasgern“ zu identifizieren, die laut Homer auch auf Kreta gelebt hatten.
Die Lücke zwischen Herkunft von Kreta und Ansiedlung in Philistäa schließlich füllte man lange mit einem ägyptischen Bericht im Papyrus Harris I, indem man annahm, dass Pharao Ramses III. (1187-1156 v. Chr.) darin von sich selbst berichtet hätte, er habe die auch in Ägypten einfallenden Philister besiegt und dann als seine Untertanen in den ägyptischen Festungen Palästinas angesiedelt.
Dieses traditionelle Paradigma gilt heute als überholt. So ist Am 9,7 nach der klassischen Deutung gewiss missverstanden: Ägypten und Kir sind in der Bibel nicht Herkunftsorte, sondern Exilsorte von Israeliten und Aramäern (zu Kir s. Am 1,5 ), was man dann entsprechend auch für Kreta annehmen muss. Auch in Zef 2,5  und wahrscheinlich Ez 25,16  werden die Philister zwar als Kretim bezeichnet; gleichzeitig werden sie aber mit der häufigen biblischen Phrase „Krethi und Plethi“ gerade von den Kretern unterschieden, wie ähnlich auch Gen 10,14  die Philister von den „Kaftoritern“ unterscheidet. Auch ist im Papyrus Harris von einer Ansiedlung der Philister in Palästina gar nicht die Rede – sondern von einer Ansiedlung in Ägypten.
Vor allem aber ist seit dem Aufkommen der kritischen Bibelwissenschaft klar, dass die sagen-haften biblischen Erzählungen mindestens übertrieben sind. So zeigen beispielsweise die assyrischen Inschriften der Könige Šarru-kīn II. und Sîn-aḫḫe-eriba, dass Ende des 8. Jahrhunderts Aschdod, Aschkelon, Ekron und Gaza auch im 8. Jahrhundert noch eigenständig agierende Königsstädte waren und dass auch Gat nicht zerstört war. Auch die Texte der biblischen Propheten zeichnen ein anderes Bild als die geschichtlichen Bücher: Amos und Jesaja, die laut biblischer Darstellung Mitte des 8. Jahrhunderts wirkten, blicken auf umfassende und erfolgreiche Kriegshandlungen der Philister gegen die Judäer zurück (Jes 9,11 ; Am 1,6–8 ). Zu Jesajas Zeit und wohl auch später zur Zeit Obadjas soll zu ihrem Gebiet die Schefela gehört und so bis zum Rand des judäischen Berglands gereicht haben (Jes 11,14 ; Obd 19 ). Auch andere späte Propheten verheißen eine erst noch ausstehenden Niederlage der Philisterstädte (Ez 25,16 : 6. Jahrhundert; Zef 2,4–7 : 6. Jahrhundert Sach 9,5–7 : nach Mehrheitsmeinung 5. Jahrhundert).
Erklärt wird diese Diskrepanz der historischen Bücher der Bibel und der anderen biblischen und außerbiblischen Schriftzeugnisse heute oft damit, dass die Darstellung der Philister in der Bibel als „archetypische Erzfeinde“ Israels mindestens auch ein „literarisches Stilmittel“ ist und als solches diverse literarische Funktionen hat – insbesondere die, das Königtum Davids zu legitimieren und als „Sündenböcke“ in der Geschichte Israels zu dienen. In der neueren Bibelwissenschaft und Geschichtsschreibung verlässt man sich daher heute bei der Rekonstruktion der Geschichte der Philister zunehmend nicht mehr auf die Darstellung der Bibel, sondern auf Erkenntnisse der Archäologie und zeitgenössische Inschriften der umliegenden Nationen.

## Nachkommen der Philister
Im israelisch-palästinensischen Konflikt gibt es auf beiden Seiten Meinungen, die die heutigen Palästinenser als Nachfahren der Philister ansehen, wodurch der Konflikt, historisch überhöht, als Fortsetzung des in der Bibel beschriebenen Kampfes der Israeliten und der Philister um die Vorherrschaft im Land dargestellt wird. Historisch ist dies jedoch fragwürdig. Die Philister waren schon Jahrhunderte vor der römischen Eroberung in der kanaanäischen Bevölkerung aufgegangen.
Die Bevölkerung Palästinas bestand vor dem Jüdischen Krieg und der Zerstörung Jerusalems neben Judäern aus verschiedenen anderen Völkerschaften, beispielsweise den Idumäern, die durch die gemeinsame aramäische Sprache und die Zugehörigkeit zum Römischen Reich allmählich ihre Eigenart verloren und miteinander verschmolzen. Die Palästinenser sind Nachkommen dieser Bevölkerung, die nach der arabischen Eroberung im 7. Jh. schrittweise islamisiert und arabisiert wurde, sowie späteren arabischen und anderen Zuwanderern. Daneben prägten osmanische und andere Einflüsse die regionale Identität.